# Blocktriangulering
Blocktriangulering kallas den process som används för att organisera flygbilder tagna vid flygfotografering så att de tillsammans får gemensamma stödpunkter med bestämda geografiska lägen. Genom blocktrianguleringen bestäms de inbördes relationerna mellan bilderna och stödpunkter på marken, oftast flygsignaler. Varje flygbilds absoluta läge bestäms i form av parametrar som beskriver lutning och vridning i förhållande till yttre projektionscentrum, angivet som koordinater i ett geodetiskt referenssystem. Dessa orienteringsdata används vid stereokartering.
Om GPS-koordinater finns för yttre projektionscentrum kan dessa användas i blocktrianguleringen.